# Youssef Wahbi
Youssef Wahbi (em árabe: يوسف وهبة) (Sohag, 14 de julho de 1898 — Cairo, 17 de outubro de 1982) foi um cineasta e ator egípcio.